# Angle horari

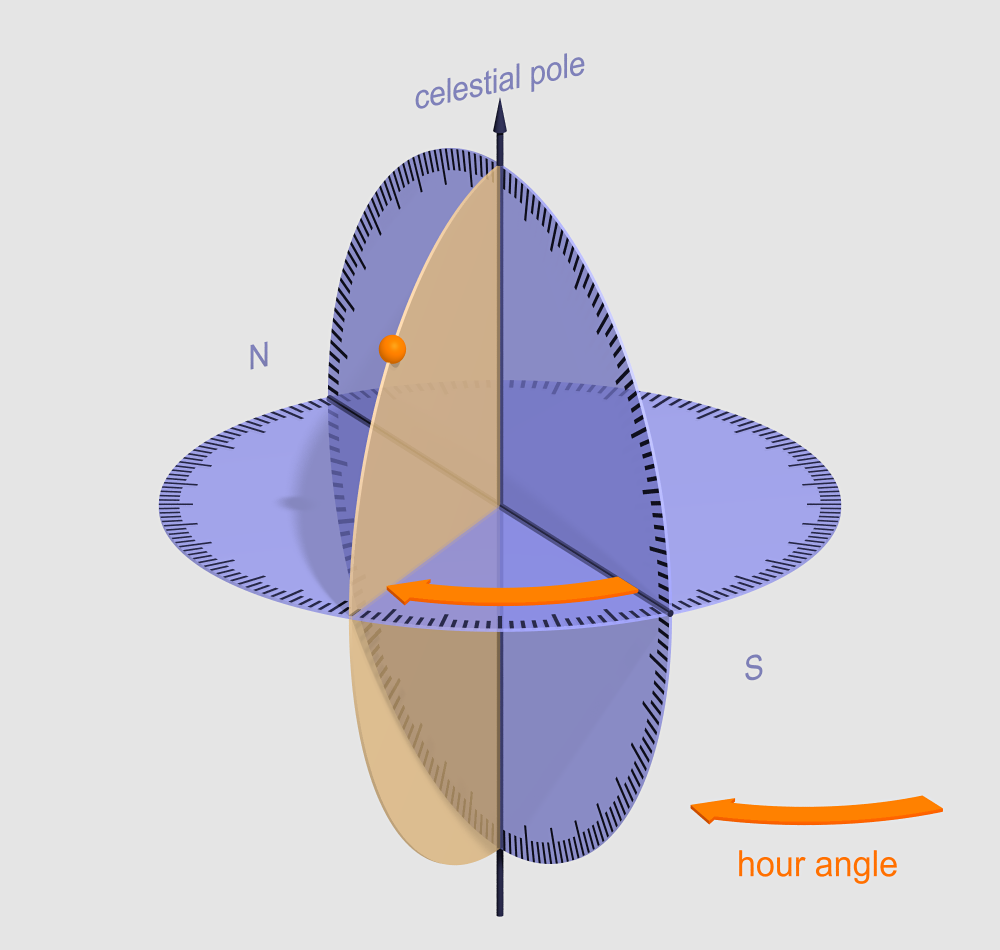
Angle horari.

En astronomia, l'angle horari és l'arc d'equador comptat des del punt d'intersecció de l'equador amb el meridià de l'observador fins al cercle horari de l'astre, en sentit horari (cap a l'oest) i es pot mesurar en graus o hores. (Una hora equival a 15°).
Així, si un objecte té un angle horari de 2,5 hores, ha transitat pel meridià local fa 2,5 hores, i està actualment a 37,5 graus oest del meridià. Els angles horaris negatius indiquen el temps que falta fins al següent trànsit pel meridià local. Per descomptat, un angle horari de 0 significa que l'objecte està en el meridià local.
Hi ha una fórmula mitjançant la qual es pot saber l'angle horari (LHA) a partir de l'hora local (HSL) del lloc: 

L'angle horari (ω) indica el desplaçament angular del Sol sobre el pla de la trajectòria solar. Es pren com a origen de l'angle el migdia solar i valors creixents en el sentit del moviment del Sol.
```
Cada hora correspon a 15 ° (360 °/24 hores).
```

Coneguda l'hora solar i sabent que l'origen de coordenades es troba en el meridià local i que una hora solar correspon a 15 °
{\displaystyle \Omega ={\frac {hora\ solar-12}{15^{\circ }}}}